# Апофатическое богословие

Древнейший иероглиф «безымянного» Дао

Апофати́ческое богосло́вие (др.-греч. ἀποφατικός «отрицательный»), или негативная теология — богословский метод, заключающийся в выражении сущности Божественного путём последовательного отрицания всех возможных его определений как несоизмеримых ему, познании Бога через понимание того, чем Он не является. В противоположность положительным определениям (катафатическому богословию) утверждаются отрицательные: начиная, например, с «безгрешный», «бесконечный», «бессмертный» и заканчивая «ничто».

## Примеры
- Ясно апофатическое учение было провозглашено в древнеиндийских Упанишадах, Абсолют в них понимается как «не это, не это»[1]: Нети нети.
- Будда отказывался отвечать на некоторые метафизические вопросы — «четырнадцать безответных вопросов» (существование души, природа нирваны и т. п.), что толкуется как апофатизм[2] (не стоит забывать, однако, что молчание не всегда является отказом от ответа, а может быть ответом само по себе, как указание на выход за пределы относительных категорий мышления).
- Согласно древнекитайским текстам даосизма, Дао не имеет имени и форм[3].
- Идеи о принципиальной непознаваемости конечной реальности также возникают в античной философии, в частности, неоплатоник Плотин называет Единое «ничем»[4][5].
- В иудаизме и каббале апофатическое богословие считается методом раскрытия главного аспекта Бога: Эйн соф. При ниспослании заповедей Моисею Бог сокрыт густым облаком (Исх. 20:18), а один из тринадцати принципов иудаизма по Маймониду гласит, что «Ему нет вообще никакого подобия».
- В православном и католическом христианстве апофатическое богословие (представителями которого явились Псевдо-Дионисий, Григорий Нисский, в эпоху Возрождения — Николай Кузанский) ставится выше катафатического богословия, но не считается единственно возможной формой познания Бога[6].
- Арабо-исламское наименование апофатического богословия — «аль-лаhуту-с-сальби», اللاهوت السلبي: основными сторонниками отрицательной методологии и противниками антропоморфных представлений о Боге в исламе были мутазилиты (Васил ибн Ата) и суфии[7].
- Апофатическое богословие присутствует в современной религиозной литературе, в радикальных вариантах которого отрицается даже понимание Бога (Богини) как начала и творца (матери) мироздания[8].